# Аксинино (Калужская область)
Аксинино — деревня в Тарусском районе Калужской области России. Входит в состав сельского поселения «Село Лопатино».

## География
Деревня находится в пределах северной части Среднерусской возвышенности, в зоне хвойно-широколиственных лесов, в северо-восточной части области, на севере района, на правом берегу реки Тарусы, на расстоянии примерно 13 километров (по прямой) к западу-северо-западу от города Тарусы, административного центра района.

### Климат
Климат в местности, как и во всем районе, характеризуется как умеренно континентальный, с тёплым летом и умеренно холодной снежной зимой. Абсолютный минимум температуры воздуха составляет −46 °C; абсолютный максимум — 38 °C. Среднегодовое количество атмосферных осадков составляет 654 мм, из которых 441 мм выпадает в период с апреля по октябрь. Снежный покров держится в течение 139 дней.

## История
Аксинино упоминается на довоенной карте РККА.
Во время Великой Отечественной происходили тяжелые бои. У деревни была братская могила красноармейцев. В период 1950-1955 годы сельчане перезахоронили останки в братской могиле у  д. Кресты.
Точная дата и причина упразднения неизвестна.
Как урочище Оксинино упоминается на карте ГГЦ Калужской области конца XX-начала XXI веков.
После упразднения  люди проживали, не имея возможности регистрации.  
Летом 2022 года глава администрации сельского поселения  Марина Пунтус  направила документы об официальном признании деревни и внесении ее в реестр региона. Депутаты Законодательного Собрания Калужской области поддержали инициативу.
Распоряжением Правительства РФ от 08.11.2022 № 3358-р вновь образованной деревне на территории Тарусского района присвоено наименование «Аксинино».
Включена в состав  сельского поселения «Село Лопатино» Законом Калужской области от 28.12.2022 N 332-ОЗ.

## Инфраструктура
Личное подсобное хозяйство с зоной сельскохозяйственного использования, индивидуальная застройка усадебного типа.

## Транспорт
Деревня доступна автотранспортом.